# Liste du patrimoine immobilier classé d'Ans
Cette page regroupe l'ensemble du patrimoine immobilier classé de la ville belge d'Ans.
| Objet | Année de construction / Architecte | Adresse | Section communale | Coordonnées                      | Numéro d’inventaire | Illustration |
| --- | ---------------------------------- | --- | ----------------- | -------------------------------- | ------------------- | --- |
| La ferme de Hombroux (M) et l'ensemble formé par la ferme et les terrains qui l'entourent (S).                                                                             |                                    | | Alleur            | 50° 40′ 34″ nord, 5° 31′ 14″ est | 62003-CLT-0002-01   | La ferme de Hombroux (M) et l'ensemble formé par la ferme et les terrains qui l'entourent (S).                                                                             |
| Extension du site de la ferme de Hombroux classé par arrêté royal du 19 juin 1978                                                                                          |                                    | | Alleur            | 50° 40′ 33″ nord, 5° 31′ 18″ est | 62003-CLT-0003-01   | Extension du site de la ferme de Hombroux classé par arrêté royal du 19 juin 1978                                                                                          |
| Deuxième extension de classement comme site de la Ferme de Hombroux et alentours.                                                                                          |                                    | | Alleur            | 50° 40′ 35″ nord, 5° 31′ 14″ est | 62003-CLT-0004-01   | Deuxième extension de classement comme site de la Ferme de Hombroux et alentours.                                                                                          |
| La totalité du Château de Waroux ainsi que les façades et toitures de la ferme à Ans (M) ainsi que le site (S) formé par le château, la ferme et les terrains environnants |                                    | | Alleur            | 50° 40′ 56″ nord, 5° 29′ 34″ est | 62003-CLT-0005-01   | La totalité du Château de Waroux ainsi que les façades et toitures de la ferme à Ans (M) ainsi que le site (S) formé par le château, la ferme et les terrains environnants |
| Ferme Cense dite de Monfort |                                    | Rue de l'Yser, 200 : La cour pavée, les façades et toitures de l'immeuble (à l'exclusion de dépendances et annexes). | Ans               | 50° 39′ 34″ nord, 5° 31′ 24″ est | 62003-CLT-0007-01   | Image manquanteTéléverser |
| Tumulus de Xhendremael (M) et le terrain entourant le tumulus (SA) |                                    | | Xhendremael       | 50° 41′ 50″ nord, 5° 28′ 41″ est | 62003-CLT-0008-01   | Tumulus de Xhendremael (M) et le terrain entourant le tumulus (SA) |
| Fort de Loncin,rue des Héros, 17 |                                    | Rue des Héros 17 | Loncin            | 50° 40′ 28″ nord, 5° 29′ 27″ est | 62003-CLT-0009-01   | Fort de Loncin,rue des Héros, 17 |
| Le site archéologique du tumulus dit Li Tombe di Hên'mâl (Tumulus de Xhendremael)                                                                                          |                                    | | Alleur            | 50° 41′ 50″ nord, 5° 28′ 41″ est | 62003-PEX-0001-01   | Le site archéologique du tumulus dit Li Tombe di Hên'mâl (Tumulus de Xhendremael)                                                                                          |